# Sienaskolen
Sienaskolen var en italiensk malerskole eller -retning i Siena mellem det 13. og 15. århundrede. Den var sammen med florentinerskolen en af tidens betydeligste, men fulgte en mere konservativ linje præget af gotikken. Til dens betydeligste repræsentanter hører Duccio, hvis arbejder viser byzantinsk indflydelse, og hans elev Simone Martini.

## Kunstnere

### 1251–1300
- Coppo di Marcovaldo
- Guido da Siena
- Maestro di Tressa (Mesteren fra Tressa)

### 1301–1350
- Barna da Siena
- Duccio di Buoninsegna
- Ambrogio Lorenzetti
- Pietro Lorenzetti
- Ugolino Lorenzetti (Bartolomeo Bulgarini)
- Lippo Memmi
- Segna di Buonaventure
- Simone Martini

### 1351–1400
- Bartolo di Fredi
- Spinello Aretino
- Paolo di Giovanni Fei
- Jacopo di Mino del Pellicciaio
- Taddeo di Bartolo
- Andrea Vanni
- Lippo Vanni

### 1401–1450
- Giovanni di Paolo
- Pietro di Giovanni d’Ambrogio
- Stefano di Giovanni Sassetta

### 1451–1500
- Francesco di Giorgio
- Matteo di Giovanni
- Neroccio dei Landi
- Sano di Pietro (Mesteren af Osservanza triptykon, en)
- Vecchietta

### 1501–1550
- Domenico Beccafumi
- Il Sodoma (Giovanni Antonio Bazzi)

### 1601–1650
- Francesco Rustici
- Ventura Salimbeni
- Vincenzo Rustici